# Heinz Kilian
Heinz Kilian (* 5. März 1915 in Berlin; † 11. Mai 2007 in Stuttgart) war ein deutscher Hörfunk- und Fernsehmoderator. Von 1956 bis 1980 war Heinz Kilian Chefsprecher des Süddeutschen Rundfunks. 

## Leben
Kilian, der zunächst in der Berliner Stadtverwaltung die Inspektorenlaufbahn einschlug, schloss neben seinem Beruf eine Gesangsausbildung erfolgreich ab. Nach dem Zweiten Weltkrieg kam er 1946 als Tenor zum Kammerchor von Radio Stuttgart. 1947 wechselte er in den Sprecherdienst des Senders.
Kilians Hörfunksendungen Mit Musik geht alles besser und auch die Nachfolgesendung Sie wünschen, wir spielen, die Heinz Kilian von 1968 bis 1982 moderierte, wurden zu Markenzeichen des Süddeutschen Rundfunks. Daneben wirkte er als Sprecher und Moderator bei Nachrichten, Kinderfunk, Musik- und Unterhaltungssendungen sowie der Südfunk-Lotterie mit.
Neben seiner Tätigkeit beim Hörfunk war Kilian auch mit der Fernsehsendung Sieben Wünsche mit Heinz Kilian an der Entwicklung neuer Fernsehformate beteiligt. Außerdem war er Sprecher verschiedener Hörspielproduktionen.
Kilian wurde 1966 in die Freimaurerloge Zu den 3 Cedern in Stuttgart aufgenommen, der er bis zu seinem Tod 2007 angehörte.

## Hörspiele
- 1947: Carl Zuckmayer: Der Hauptmann von Köpenick (Grenadier) – Regie: Alfred Vohrer (SDR)
- 1948: Leonhard Frank: So kann's nicht weitergehen! (Ansager) – Regie: Alfred Vohrer (SDR)
- 1948: Wolfdietrich Schnurre: Man sollte dagegen sein! (Vorleser) – Regie: Oskar Nitschke (SDR)